# Hyundai H100
O H100 é um caminhão produzido pela Hyundai Motor Company desde 1977.